# ライオンたちとイングリッシュ
ライオンたちとイングリッシュ（英題：Between the Lions）は、2000年4月3日から2010年11月22日に放送され、PBS（アメリカ制作会社）が制作した英語学習番組である。日本では、2003年4月10日から2007年3月29日までNHKにて全80話が放送された。なお、レギュラー放送される前では2002年4月29日から2003年3月29日まで放送されていた。

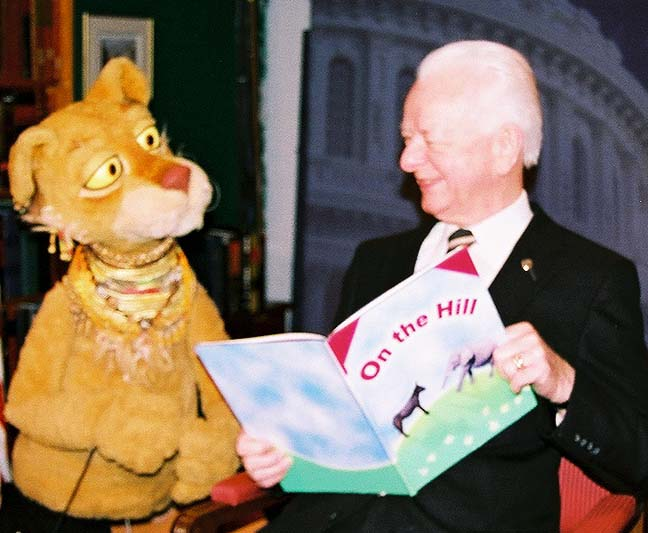
登場人物の一人であるクレオ（左）とロバート・バード上院議員（当時）。

## 概要
図書館の館長を務めるライオン一家に起きる出来事を通じて、英語を楽しく学んでいく番組である。主にメインとなる図書からワンフレーズ(ing､oo､beなど)を取り上げ、同じ母音を含む単語を中心に物語を展開する。
日本では本編自体は吹替で放送し、主題歌は英語のまま放送していたが、一部シーン（主に『月にさわる』の読み聞かせなど）と一部コーナーと挿入歌は英語音声・日本語字幕で放送されていた。
「チュンチュン！」の回では、同じくPBSで放送されている『セサミストリート』のビッグバード、アーニー、バートがゲストとして登場した。
日本国内でのVHSとDVDにおいては、NHKビデオにて全10巻が2003年に1巻ずつ発売され、2話分が収録されたが、現在は廃盤である（発行元：NHKソフトウェア（現：NHKエンタープライズ）、発売元：ポニーキャニオン、協力：国際メディア・コーポレーション）。

## 登場人物
- 吹き替え声優については兼役も含まれる

レオナ（Leona）
声 - パム・アルシエロ（原語版）、井上瑤→高森奈緒（日本語吹き替え版）
4歳の女の子で、本作の主人公。本名は、レオナ・ライオン（Leona Lion）。
日本では、第1シリーズでは井上瑤、第2シリーズから高森奈緒が担当している。
ライオネル（Lionel）
声 - アンソニー・アズベリー（原語版）、小森創介（日本語吹き替え版）
7歳の男の子で、レオナの兄。本名は、ライオネル・ライオン（Lionel Lion）。
クレオ（Cleo）
声 - ジェニファー・バーンハート（原語版）、小宮和枝（日本語吹き替え版）
レオナとライオネルの母親。本名は、クレオパトラ・ライオン（Cleopatra Lion）。
シオ（Theo）
声 - ピーター・リンツ（原語版）、麦人（日本語吹き替え版）
レオナとライオネルの父親。本名は、シオドア・ライオン（Theodore Lion）。
クリック（Click）
声 - ヘザー・アッシュ（原語版）、高森奈緒（日本語吹き替え版）
本名は、クリック・ザ・マウス（Click the Mouse）。皆は、クリックと呼んでいる。

### その他
バーナビー・B・バスター・フィールド三世
声 - ティム・ラガス（原語版）、麦人（日本語吹き替え版）
彫刻像の姿で曲がった髭が特徴だが、足がないためどこにも行くことができない。
Dr.ルース・ウェストハイマー
演 - ルース・ウェストハイマー、声 - 小宮和枝（日本語吹き替え版）
「単語のお医者さん」の司会者。
ウォルター&クレイ
声 - ジェームズ・クルーパ（ウォルター）、ヘザー・アッシュ（クレイ）、小森創介（ウォルターの吹き替え版）、不明（クレイの日本語吹き替え版）
いつもバーナビーと一緒にいるハト。ウォルターはオスでクレイはメス。
アーティ・スマーティー（Arty SmartyPants）
声 - アンソニー・アズベリー（原語版）、猪野学（日本語吹き替え版）
グレイト・スマーティーニの司会者。彼のパンツの中には、魔法が掛かっており、踊りながら「パンツの中身は！」と呪文を唱える。
マミー・スマーティーニ
声 - ヘザー・アッシュ（原語版）、岡田佐知恵（日本語吹き替え版）
アーティーのお母さんでアシスタント。
ニットホワイト博士
声 -
コンピューターで英単語の発音を探し求めるペリカン。
カモのワトソン
声 - 小森創介（日本語吹き替え版）
ニットホワイト博士のアシスタントで、レポート担当。
クリフ・ハンガー（Cliff Hanger）
声 - クリス・フィリップ、原語流用（日本語吹き替え版）
崖（cliff）にぶら下がった（hang）探検家、人呼んでクリフ・ハンガー。
クリフ・ハンガーの大冒険のナレーションについては高柳謙一が担当しているが、クリフハンガーの最終回ではシオが読んでいる。
サバイバル・マニュアルを元にピンチを脱しようとするも･･･。口癖は「Can't hold on much longer!（これ以上捕まってられない！）」
5人の騎士
声 - スコット・ドッドソン（シルバー）、リチャード・オコナー（ゴールド）、デーヴ・ゲルツ（パープル）、ブライアン・シュメル（ブルー）、マイケル・K・フリス（レッド）
ガーウェインの単語の騎士たちで、正面衝突ヶ原で激突して1つの単語を作っている。
吹き替え版ではシルバーのみ麦人が担当。
ヒース
声 - ピーター・リンツ（原語版）、不明（日本語吹き替え版）
緑色の恐竜、早口言葉というコーナーにも出ている。
インフォメーション・ヘン
声 - 岡田佐知恵（日本語吹き替え版）
情報専門家のニワトリ、普段はジョークを言ったり歌を合唱するなどしている。
アナウンサー・バニー
声 - ピーター・リンツ（原語版）、高柳謙一（日本語吹き替え版）
シルクハットの中から飛び出すウサギ
ガス（Gus the Rabbit）
ライオネルの親友。読書障害がある。
ジャガイモ探偵サム・スパッド（Sam Spad par boiled poteto ditective）
ハードボイルド（？）なジャガイモ探偵サム・スパッドは、タイプライターを打ちながら事件を綴る。しかし毎回スペルミスをしてしまい、状況がややこしくなる。
フレッド・ニューマン
演 - 本人
単語のお兄さん。英単語の文字を持ちながら視聴者に教えている。
サル
声 - 小森創介、谷井あすか（日本語吹き替え版）
単語が読めないサルの声優は麦人、本を取り出す金髪のサルは谷井が担当。
ナレーション
声 - 高柳謙一、グレッグ・アーウィン（日本語吹き替え版）

### ゲストに登場した人物・キャラクター
ビッグバード
声 - キャロル・スピニー（原語版）、真殿光昭（日本語吹き替え版）
『セサミストリート』の住人、「チュンチュン！」でカメオ出演。
アーニー
声 - ジム・ヘンソン（原語版）、真殿光昭（日本語吹き替え版）
ビッグバードと同様、「チュンチュン！」でカメオ出演。
バート
声 - フランク・オズ（原語版）、落合弘治（日本語吹き替え版）
バートと同様、「チュンチュン！」でカメオ出演。
エルモ
声 - ケビン・クラッシュ（原語版）、落合弘治（日本語吹き替え版）
登場回は不明だが、ダンスしてたことがある。
バブス・キャプラン
演 - アリソン・フレイザー / 声 - よのひかり（日本語吹き替え版）
宇宙飛行士を夢に持っていた女性。
アヒル
声 - 矢島晶子（日本語吹き替え版）
元々は絵本の中に登場するアヒル。
- 他の声優担当者 - 田村勝彦、白川周作、多田野曜平、松浦チエ[6]

## NHKでの放送
- 2003年度
木曜日 午前 6時45分 - 7時10分
土曜日 午後 3時35分 - 4時00分（再放送）
- 2004年度 - 2005年度
木曜日 同上
土曜日 午後 4時30分 - 4時55分（再放送）
- 2006年度
木曜日 午前 6時45分 - 7時10分
※土曜日の放送が廃止

### 放映リスト

#### 通常放送
| 話数(NHK) | 話数(PBS) | 放送日         | 日本語タイトル                                       | 原題                                                     |
| --------- | --------- | -------------- | ---------------------------------------------------- | -------------------------------------------------------- |
| 1         | S1EP23    | 2003年04月10日 | 幸せなアヒル                                         | The Lucky Duck                                           |
| 2         | S1EP2     | 4月17日        | 迷子の石                                             | The Lost Rock                                            |
| 3         | S1EP3     | 4月24日        | リトル・ビッグ・マウス                               | Little Big Mouse                                         |
| 4         | S1EP25    | 5月01日        | 王様とタカ                                           | A king and His Hawk                                      |
| 5         | S1EP26    | 5月08日        | ほえればみんな逃げる                                 | The Roar that Makes Them Run                             |
| 6         | S1EP4     | 5月15日        | 農民ケンのパズル                                     | Farmer Ken's Puzzle                                      |
| 7         | S1EP5     | 5月22日        | 流れ星                                               | Shooting Stars                                           |
| 8         | S1EP7     | 5月29日        | 月にさわる                                           | Touching the Moon                                        |
| 9         | S1EP8     | 6月05日        | オオカミが来た                                       | The Boy Who Cried Wolf                                   |
| 10        | S1EP9     | 6月12日        | ファズィ・ワズィはお好き？                           | Fuzzy Wuzzy, Wuzzy?                                      |
| 11        | S1EP11    | 6月19日        | 船に集まれ！                                         | To the Ship! To the Ship!                                |
| 12        | S1EP12    | 6月26日        | 帽子売り                                             | The Chap with Caps                                       |
| 13        | S1EP13    | 7月03日        | パンドラの箱                                         | Pandora's Box                                            |
| 14        | S1EP14    | 7月10日        | ライオネルの大脱出奇術                               | Lionel's Great Escape Trick                              |
| 15        | S1EP16    | 7月17日        | ザ・ポップコーン・ポッパー                           | The Popcorn Popper                                       |
| 16        | S1EP17    | 7月24日        | 魚に見える？                                         | Something Fishy                                          |
| 17        | S1EP18    | 7月31日        | 抱きしめて！                                         | Hug, Hug, Hug!                                           |
| 18        | S1EP19    | 8月07日        | トウガラシ畑の雄羊                                   | The Ram in the Pepper Patch                              |
| 19        | S1EP21    | 8月14日        | ソーセージ鼻                                         | Sausage Nose                                             |
| 20        | S1EP22    | 8月21日        | 赤い帽子 緑の帽子                                    | Red Hat, Green Hat                                       |
| 21        | S1EP24    | 8月28日        | その老人                                             | The Old Man                                              |
| 22        | S1EP27    | 9月04日        | おんぶ おんぶ                                        | Piggyback, Piggyback                                     |
| 23        | S1EP28    | 9月11日        | キツネとカラス                                       | The Fox and The Crow                                     |
| 24        | S1EP29    | 9月18日        | 巨人とけものの子                                     | Giants and Cubs                                          |
| 25        | S1EP30    | 9月25日        | ビバップ                                             | Be Bop                                                   |
| 26        | S2EP31    | 10月02日       | 悲しいパパ                                           | The Sad Dad                                              |
| 27        | S2EP32    | 10月09日       | ふん！ ふん！ ふん！                                 | Humph! Humph! Humph!                                     |
| 28        | S2EP33    | 10月16日       | よい種                                               | The Good Seed                                            |
| 29        | S2EP34    | 10月23日       | イカロスの翼                                         | Icarus's Wings                                           |
| 30        | S2EP35    | 10月30日       | ズープ！ ズープ！                                    | Zoop! Zoop!                                              |
| 31        | S2EP36    | 11月06日       | カチャカチャ、カチャカチャ！                         | Clickety-clack, Clickety-clack!                          |
| 32        | S2EP37    | 11月13日       | 詩の日                                               | Poetry Day                                               |
| 33        | S2EP38    | 11月20日       | はねるロボット ボビー                                | Bobby the Hopping Robot                                  |
| 34        | S2EP39    | 11月27日       | 先生のお気に入り                                     | Teacher's Pet                                            |
| 35        | S2EP40    | 12月04日       | クリフ・ハンガー最終回                               | The Last Cliff Hanger                                    |
| 36        | S2EP41    | 12月11日       | 小石のトラブル                                       | Pebble Trouble                                           |
| 37        | S2EP42    | 12月18日       | あるとも！                                           | Oh, Yes, It can!                                         |
| 38        | S2EP43    | 12月25日       | 5，6，そしてアザミがくっついた                       | Five, Six, and Thistle Sticks                            |
| 39        | S2EP44    | 2004年01月08日 | むしむしヒゲ                                         | Bug Beard                                                |
| 40        | S2EP45    | 1月15日        | 列車と脳みそと雨の平原                               | Trains and Brains and Rainy Plains                       |
| 41        | S2EP46    | 1月22日        | 冒険、冒険、また冒険 !                               | Quest, Quest, Quest                                      |
| 42        | S2EP47    | 1月29日        | クモとウソ                                           | The Spider and the Lie                                   |
| 43        | S2EP48    | 2月05日        | マントヒヒの気球がドカン！したわけ                   | Why the Baboon's Went Ka-boom!                           |
| 44        | S2EP49    | 2月12日        | でも、お母さん、でも                                 | But, Mama, But                                           |
| 45        | S2EP50    | 2月19日        | シェークスピアを夢見て                               | Dreaming Shakespeare                                     |
| 46        | S2EP51    | 2月26日        | ネズミ                                               | Rats                                                     |
| 47        | S2EP52    | 3月04日        | チュンチュン！                                       | Tweet! Tweet!                                            |
| 48        | S2EP53    | 3月11日        | おやすみ 騎士よ                                      | Good Night, Knight                                       |
| 49        | S2EP54    | 3月18日        | チェスで大さわぎ                                     | The Chess Mess                                           |
| 50        | S2EP55    | 3月25日        | ニワトリをとめて！                                   | Stop That chicken!                                       |
| 51        | S3EP56    | 4月08日        | 干し草の日                                           | Hay Day                                                  |
| 52        | S1EP1     | 4月15日        | 西部の英雄 ペコス・ビル                              | Pecos Bill Cleans Up the West                            |
| 53        | S1EP6     | 4月22日        | はねるめんどり                                       | The Hopping Hen                                          |
| 54        | S3EP57    | 4月29日        | ぶたがいっぱい                                       | Pigs Aplenty                                             |
| 55        | S1EP10    | 5月06日        | ライオネルのシカのつの                               | Lionel's Antlers                                         |
| 56        | S3EP58    | 5月13日        | インコに必要なもの                                   | What Parakeets Need                                      |
| 57        | S3EP59    | 5月27日        | かっこよすぎる                                       | Too Cool                                                 |
| 58        | S3EP60    | 6月03日        | つかまるもんか！                                     | You Can't catch Me                                       |
| 59        | S1EP15    | 6月10日        | スープにハエが入ってる                               | There's a Fly in My Soup                                 |
| 60        | S3EP61    | 6月17日        | フッとひと吹き！                                     | Huff and Puff                                            |
| 61        | S3EP62    | 7月01日        | 宇宙へ飛び出せ！                                     | Out in Outer Space                                       |
| 62        | S1EP20    | 7月08日        | ア・ペック・オブ・ペッパーズ                         | A Peck of Peppers                                        |
| 63        | S3EP63    | 7月15日        | たすけて！                                           | Help!                                                    |
| 64        | S3EP64    | 7月22日        | 2着のコート、1匹のヤギ、1そうのボート                | Two Coats,One Goat, One Boat                             |
| 65        | S3EP65    | 8月05日        | ごちそう                                             | Treats!                                                  |
| 66        | S4EP66    | 8月12日        | 絵の中のパーティー                                   | Art Party                                                |
| 67        | S4EP67    | 8月26日        | のびろ たてがみ のびろ！                             | Grow, mane, Grow                                         |
| 68        | S4EP68    | 9月02日        | 3匹のヤギはもう待てない                              | Three Goats, No Waiting                                  |
| 69        | S4EP69    | 9月16日        | 一歩一歩                                             | Step by Step                                             |
| 70        | S4EP70    | 9月30日        | スマーティーパンツでダンス！                         | Dance in Smarty Pants                                    |
| 71        | S5EP71    | 2006年 4月06日 | ぶた ぶた こぶた／3匹の子ブタ                        | Pigs, Pigs, Pigs! & The Three Little Pigs                |
| 72        | S5EP72    | 4月13日        | ニンジンのたね／からっぽの鉢                         | The Carrot Seed & The Empty Pot                          |
| 73        | S5EP73    | 4月20日        | 翼／箱の中身はなあに？                               | Wings & What's In the Box?                               |
| 74        | S5EP74    | 4月27日        | 星のシャワー／入り江に浮かぶ2つの月                  | A Shower of Stars & Two Moons and One Lagoon             |
| 75        | S5EP75    | 5月04日        | ゴールデンお肉賞                                     | The Golden Meaty Awards                                  |
| 76        | S5EP76    | 5月11日        | クリック クラック ムー／小さな赤いメンドリ           | Click Clack, Moo & The Little Red Hen                    |
| 77        | S5EP77    | 5月18日        | シルベスターと魔法の小石／早く会いたいわバッチイ坊や | Sylvester and the Magic Pebble & I Miss You, Stinky Face |
| 78        | S5EP78    | 5月25日        | とびきりおいしいチーズ／ライオンとネズミ             | A Tasty Piece of Cheese; The Lion and the Mouse          |
| 79        | S5EP79    | 6月01日        | アールはかっこよすぎる／僕が5歳だった頃              | Earl's Too Cool; When I Was Five                         |
| 80        | S5EP80    | 6月08日        | 赤よ！緑だ！／ジョセフは小さなコートを持っていた     | It's Red! It's Green!; Joseph Had a Little Overcoat      |

#### 先行放送
2002年4月29日から2003年3月28日まで、2003年4月の放送に先駆けて以下の内容が放送された。
| 話数 | 話数 (通常放送時) | 邦題                         | 日本放送日     |
| ---- | ----------------- | ---------------------------- | -------------- |
| 1    | 1                 | 幸せなアヒル                 | 2002年 4月29日 |
| 2    | 52                | 西部の英雄 ペコス・ビル      | 5月3日         |
| 3    | 2                 | 迷子の石                     | 5月4日         |
| 4    | 3                 | リトル・ビッグ・マウス       | 5月6日         |
| 5    | 6                 | 農民ケンのパズル             | 7月20日        |
| 6    | 7                 | 流れ星                       | 7月22日        |
| 7    | 53                | はねるめんどり               | 7月23日        |
| 8    | 8                 | 月にさわる                   | 7月24日        |
| 9    | 9                 | オオカミが来た               | 7月25日        |
| 10   | 10                | ファズィ・ワズィはお好き？   | 7月26日        |
| 11   | 55                | ライオネルのシカのつの       | 7月29日        |
| 12   | 11                | 船に集まれ！                 | 7月30日        |
| 13   | 12                | 帽子売り                     | 7月31日        |
| 14   | 13                | パンドラの箱                 | 9月16日        |
| 15   | 14                | ライオネルの大脱出奇術       | 10月14日       |
| 16   | 59                | スープにハエが入ってる       | 11月4日        |
| 17   | 15                | ザ・ポップコーン・ポッパー   | 11月23日       |
| 18   | 16                | 魚に見える？                 | 12月23日       |
| 19   | 17                | 抱きしめて！                 | 12月28日       |
| 20   | 18                | トウガラシ畑の雄羊           | 12月31日       |
| 21   | 62                | ア・ペック・オブ・ペッパーズ | 2003年 1月1日  |
| 22   | 19                | ソーセージ鼻                 | 1月2日         |
| 23   | 20                | 赤い帽子 緑の帽子            | 1月3日         |
| 24   | 21                | その老人                     | 2月11日        |
| 25   | 22                | おんぶ おんぶ                | 3月25日        |
| 26   | 23                | キツネとカラス               | 3月26日        |
| 27   | 24                | 巨人とけものの子             | 3月27日        |
| 28   | 25                | ビバップ                     | 3月28日        |

## 主題歌
『ビートウィーン・ザ・ライオンズ』
作詞 - 不詳、作曲 - クリス・サーフ
歌 - シンディー・ミゼル
オープニング映像は2種類存在する。

## スタッフ
- 台本 - 尾崎順子、三田良平
- 演出 - 尾崎順子
- 他の吹替スタッフ - 長谷川久子、内堀幸子
- 編集 - 浅見盛康
- 録音助手 - 新沼健一郎
- 録音調整 - 川畑初
- 制作・著作 - WGBH
- 日本語版制作 - テレシス、国際メディア・コーポレーション
- 配給 - 国際メディアコーポレーション